# لیلا کی
لیلا الخلیفی (سوئدی: Laila El Khalifi؛ زادهٔ ۶ سپتامبر ۱۹۷۱)که بیشتر با نام هنری لیلا کی شناخته می‌شود، خواننده سوئدی یورودنس و رپ با تبار مراکشی است.

## ابتدای نزدگی
لیلا الخلیفی در سال ۱۹۷۱ از والدینی مراکشی در یوتبری در سوئد زاده شد. والدین لیلا تصمیم گرفتند او را به مدرسه‌ای در مراکش بفرستند، اما او نتوانست خود را با نظام آن کشور مطابقت دهد و پس از یک سال به سوئد بازگشت.

## حرفه
لیلا هنگام خواندن در یک مسابقه موسیقی، توسط گروه موسیقی دوگانه رابن‌راز کشف شد. آنها موسیقی او را دوست داشتند و در سال ۱۹۸۸ به او قرارداد ضبط آهنگ پیشنهاد دادند. او همراه با رابن‌راز نخستین موفقیت خود را در سال ۱۹۸۹ با آهنگ "Got to Get" به‌دست آوردند و در سال ۱۹۹۰ آلبوم Rob'n'Raz featuring Leila K را منتشر کردند.
در سال‌های اول کارش، او آهنگ‌های پرطرفدار زیادی داشت و موسیقی او در سراسر اروپا پخش می‌شد. او از رابن‌راز جدا شد و به تنهایی به ایبیزا در اسپانیا رفت و در آنجا به تنهایی کنسرت‌های خود را برپا کرد. در سال ۱۹۹۰ با دکتر آلبان در تک آهنگی به نام "Hello Afrika" همکاری کرد. فعالیت مستقل او در سال ۱۹۹۱ با تک‌آهنگ "Time" شروع شد که او با تک‌آهنگ‌های دیگری ادامه پیدا کرد.